# Arondismentul Draguignan
Arondismentul Draguignan (în franceză Arrondissement de Draguignan) este un arondisment din departamentul Var, regiunea Provence-Alpes-Côte d'Azur, Franța.

## Subdiviziuni

### Cantoane
- Cantonul Callas
- Cantonul Comps-sur-Artuby
- Cantonul Draguignan
- Cantonul Fayence
- Cantonul Fréjus
- Cantonul Grimaud
- Cantonul Lorgues
- Cantonul Le Luc
- Cantonul Le Muy
- Cantonul Saint-Tropez
- Cantonul Salernes
- Cantonul Saint-Raphaël

### Comune
| 1. Les Adrets-de-l'Estérel (83001) | 2. Ampus (83003)              | 3. Les Arcs (83004)               | 4. Bagnols-en-Forêt (83008)      |
| 5. Bargemon (83011)                | 6. Bargème (83010)            | 7. La Bastide (83013)             | 8. Le Bourguet (83020)           |
| 9. Brenon (83022)                  | 10. Callas (83028)            | 11. Callian (83029)               | 12. Le Cannet-des-Maures (83031) |
| 13. Cavalaire-sur-Mer (83036)      | 14. Châteaudouble (83038)     | 15. Châteauvieux (83040)          | 16. Claviers (83041)             |
| 17. Cogolin (83042)                | 18. Comps-sur-Artuby (83044)  | 19. La Croix-Valmer (83048)       | 20. Draguignan (83050)           |
| 21. Fayence (83055)                | 22. Figanières (83056)        | 23. Flayosc (83058)               | 24. Fréjus (83061)               |
| 25. La Garde-Freinet (83063)       | 26. Gassin (83065)            | 27. Grimaud (83068)               | 28. Lorgues (83072)              |
| 29. Le Luc (83073)                 | 30. La Martre (83074)         | 31. Les Mayons (83075)            | 32. Mons (83080)                 |
| 33. Montauroux (83081)             | 34. Montferrat (83082)        | 35. La Motte (83085)              | 36. Le Muy (83086)               |
| 37. La Môle (83079)                | 38. Plan-de-la-Tour (83094)   | 39. Puget-sur-Argens (83099)      | 40. Ramatuelle (83101)           |
| 41. Rayol-Canadel-sur-Mer (83152)  | 42. La Roque-Esclapon (83109) | 43. Roquebrune-sur-Argens (83107) | 44. Saint-Paul-en-Forêt (83117)  |
| 45. Saint-Raphaël (83118)          | 46. Saint-Tropez (83119)      | 47. Sainte-Maxime (83115)         | 48. Salernes (83121)             |
| 49. Seillans (83124)               | 50. Tanneron (83133)          | 51. Taradeau (83134)              | 52. Le Thoronet (83136)          |
| 53. Tourrettes (83138)             | 54. Tourtour (83139)          | 55. Trans-en-Provence (83141)     | 56. Trigance (83142)             |
| 57. Vidauban (83148)               | 58. Villecroze (83149)        |                                   |                                  |